# Пожирая живых
Пожирая живых (англ. Zombie Night, также известен под названием Ночь зомби) — канадский фильм ужасов с элементами комедии 2003 года. Премьера фильма состоялась 16 октября 2003 года. Фильм снят на цифровую видеокамеру и выдержан в тёмных тонах. В 2006 году вышло продолжение фильма под названием Awakening, а в 2008 ещё одно Reel Zombies.

## Сюжет
В результате конфликта между крупными мировыми державами разразилась ядерная война. По её окончании мир охватили голод, разруха, радиация. Однако кроме всех этих напастей мёртвые стали воскресать и охотиться за плотью живых. Мировые агентства начали трубить по всему выжившему миру о новой напасти. Однако информация не докатилась до отрезанных от мира молодой пары с ребёнком. Но все же они умудрились как-то поймать сигнал и узнать о случившемся. Первым их действием явилось добывание пищи, которую они решили поискать в развалившихся складских помещениях некоего хранилища. Там они встретили ещё одних выживших, вместе они обнаруживают ещё группу людей и решают готовиться к борьбе с нашествием зомби.

## Факты
- После съёмок фильма умерла супруга режиссёра Амбер Линн Френсис в возрасте 27 лет[значимость факта?][источник не указан 543 дня].
- Выстрелы из огнестрельного оружия созданы с помощью компьютерной техники.[1][значимость факта?]
- Как можно заметить при просмотре фильма зомби начинают свою деятельность только по ночам[значимость факта?].